# Boukoumbé (arrondissement)
Boukoumbé är ett arrondissement i kommunen Boukoumbé i Benin. Den hade 16 843 invånare år 2002.